# 垂枝大黄
垂枝大黄（学名：Rheum subacaule）为蓼科大黄属下的一个种。

## 扩展阅读
- 維基物種上的相關：垂枝大黄